# آنتوان شاپی
آنتوان شاپی (به انگلیسی: Antoine Chappey) (زاده ۱۹۶۰) بازیگر فرانسوی است.
از کارهای معروف او می‌توان به بازی در فیلم من دارم به خونه می‌روم اشاره کرد.